# Music Bank
Music Bank (en hangul, 뮤직뱅크; romanización revisada, Myujik Baengkeu) es un programa de música de Corea del Sur que es transmitido por KBS 2TV desde el 16 de junio de 1998. A partir de 2015, el programa también se transmite en más de cien países a través de KBS World . Los episodios se filman en el KBS New Wing Open Hall en Yeouido-dong, Yeongdeungpo-gu. El programa también organiza el concierto mundial en vivo Music Bank World Tour. El programa se emite los viernes a las 17:00 h. (KST) y cuenta con la participación en vivo de artistas musicales de la música pop surcoreana.

## Historia
Antes de Music Bank, existió el programa Top 10 Songs (가요 톱 10) que debutó en 1981, transmitiéndose en vivo a las 18:30 hrs. (KST) los viernes hasta el año 1998. Durante los primeros meses de 1998, el programa Bravo New Generation tomó su lugar, pero debido a las bajas calificaciones, fue rápidamente reemplazado por Music Bank el 18 de junio de 1998. El formato de gráficos musicales que se usó desde Top 10 Songs se abandonó a fines de 2001 debido a una controversia y se cambió a un formato de solicitud.
En 2005, el programa se trasladó a los días domingos a las 12:45 h. (KST) y se convirtió en una transmisión grabada. Debido al descenso de los índices de audiencia, en septiembre de 2007, el programa volvió a su horario original de los viernes por la tarde a las 18:30 h. (KST) y volvió a su formato en vivo. Los gráficos se revivieron como gráficos basados en categorías.
En enero de 2008, los gráficos basados en categorías se combinaron en el K-Chart, que es el gráfico de cuenta regresiva familiar y el único programa que lo hace. En junio de 2008, el programa se extendió a 70 minutos y se transmitió desde las 18:30 h (KST) hasta las 19:40 h. (KST), lo que lo convirtió en el programa de mayor duración al aire. En noviembre de 2008, como parte de los cambios de formato de otoño, el programa comenzó a transmitirse desde las 18:40 h. (KST) hasta 20:00 h. (KST), durante 80 minutos. En mayo de 2010, como parte de los cambios de formato de primavera, el programa comenzó a transmitirse desde las 17:50 h. (KST) hasta las 19:10 h. (KST), durante 80 minutos.
El 27 de agosto de 2010, Music Bank comenzó a transmitirse en vivo a 54 países diferentes alrededor del mundo a través de KBS World e incluyó nuevas funciones interactivas para espectadores internacionales a través de Twitter.
El 11 de noviembre de 2011, como parte de los cambios de formato de otoño, el programa comenzó a transmitirse durante 105 minutos desde las 18:10 h. (KST) hasta las 19:55 h. (KST), a continuación del programa de noticias KBS News 6.
En agosto de 2012, la red de cable asiático-estadounidense Myx TV comenzó a transmitir la primera versión doblada al inglés de Music Bank.
Desde el 25 de octubre de 2013, el programa comenzó a transmitirse durante 80 minutos desde las 18:30 h. (KST) hasta las 19:50 h. (KST), a continuación del programa KBS Global 24, que fue transferido de KBS 1TV, con efecto a partir del 21 de octubre de 2013.

## K-Chart
K-Chart es el nombre que recibe el gráfico musical de Music Bank. Las listas se calculan combinando las listas de música digital (65%), las ventas de álbumes (5%), la cantidad de veces que se transmiten a través del canal KBS TV (20%) y las listas según las votaciones de los espectadores (10%). Este seguimiento de las listas se realiza de lunes a domingo, y las 50 mejores canciones de la semana se muestran en el programa, donde las 21 canciones principales se muestran en una cartelera especial y los presentadores presentan las 3 primeras canciones, que pasan a ser nominadas a ganar el episodio del programa. Los presentadores muestran las dos mejores canciones al comienzo del programa y anuncian quién será el ganador de la semana. La canción número 1 en la lista es la ganadora de la lista de esa semana y recibe un premio.
Durante la última semana de junio, la canción más popular de la primera mitad del año recibe el premio Music Bank First Half 1st Place. Durante la última semana de diciembre, el premio Music Bank 1st Place (o MVP de Music Bank en 2008) se otorga a la canción más popular de todo el año.
Antes de los K-Chart combinados, se usaban gráficos basados en categorías. De septiembre a diciembre de 2007, cada semana se presentaba una categoría diferente (listas de música digital, listas de karaoke, listas de elección de espectadores, listas de ventas de álbumes). Técnicamente, cada categoría solo se presentaba una vez al mes. Era similar a K-Chart, excepto que los resultados de cada semana solo podían basarse en un gráfico específico y no en todos los gráficos combinados.
Desde enero de 2008 hasta abril de 2009, se utilizaron dos gráficos. Cada semana, se utilizaron las listas de música digital y las listas de ventas de álbumes, mientras que al final del mes se usaron las listas combinadas (listas de ventas de álbumes (20%) + Gráficos de música digital (50%) + Gráficos de elección de espectadores (30%)). En mayo de 2009, esto se abandonó para las listas combinadas que se presentan cada semana.
El sistema de clasificación de Music Bank es diferente de otros programas de música K-Pop televisados anteriores y actuales, en que un artista puede ganar un número ilimitado de veces por la misma canción (otros programas generalmente lo eliminan de las listas después de tres victorias, o como Show! Music Core que lo hace después de cinco victorias o dos meses desde su lanzamiento). Mientras que otros programas de listas de música tienen un puntaje total de 10,000 u 11,000, el puntaje total de Music Bank es 200,000, lo que significa que la lista de música digital tiene 130,000 puntos como puntaje completo, 40,000 para transmisión, 20,000 para elección popular y finalmente 10,000 para ventas de álbumes.

## Temporadas
| Temporada | Temporada | Episodios | Episodios | Emisión original    | Emisión original        |
| Temporada | Temporada | Episodios | Episodios | Primera emisión     | Última emisión          |
| --------- | --------- | --------- | --------- | ------------------- | ----------------------- |
|           | 1998      | 26        | 26        | 16 de junio de 1998 | 15 de diciembre de 1998 |
|           | 1999      | 48        | 48        | 5 de enero de 1999  | 21 de diciembre de 1999 |
|           | 2000      | 52        | 52        | 4 de enero de 2000  | 28 de diciembre de 2000 |
|           | 2001      | 31        | 31        | 4 de enero de 2001  | 2 de agosto de 2001     |
|           | 2002      | 48        | 48        | 4 de enero de 2002  | 27 de diciembre de 2002 |
|           | 2003      | 47        | 47        | 3 de enero de 2003  | 19 de diciembre de 2003 |
|           | 2004      | 46        | 46        | 2 de enero de 2004  | 24 de diciembre de 2004 |
|           | 2005      | 49        | 49        | 7 de enero de 2005  | 23 de diciembre de 2005 |
|           | 2006      | 48        | 48        | 6 de enero de 2006  | 22 de diciembre de 2006 |
|           | 2007      | 49        | 49        | 5 de enero de 2007  | 28 de diciembre de 2007 |
|           | 2008      | 47        | 47        | 4 de enero de 2008  | 26 de diciembre de 2008 |
|           | 2009      | 48        | 48        | 2 de enero de 2009  | 25 de diciembre de 2009 |
|           | 2010      | 46        | 46        | 1 de enero de 2010  | 24 de diciembre de 2010 |
|           | 2011      | 49        | 49        | 7 de enero de 2011  | 30 de diciembre de 2011 |
|           | 2012      | 47        | 47        | 6 de enero de 2012  | 21 de diciembre de 2012 |
|           | 2013      | 46        | 46        | 4 de enero de 2013  | 20 de diciembre de 2013 |
|           | 2014      | 40        | 40        | 3 de enero de 2014  | 19 de diciembre de 2014 |
|           | 2015      | 50        | 50        | 2 de enero de 2015  | 25 de diciembre de 2015 |
|           | 2016      | 50        | 50        | 8 de enero de 2016  | 23 de diciembre de 2016 |
|           | 2017      | 45        | 45        | 6 de enero de 2017  | 22 de diciembre de 2017 |
|           | 2018      | 48        | 48        | 5 de enero de 2018  | 21 de diciembre de 2018 |
|           | 2019      | 49        | 49        | 4 de enero de 2019  | 20 de diciembre de 2019 |
|           | 2020      | 47        | 47        | 3 de enero de 2020  | 11 de diciembre de 2020 |
|           | 2021      | 45        | 45        | 8 de enero de 2021  | 10 de diciembre de 2021 |
|           | 2022      | 44        | 44        | 7 de enero de 2022  | 9 de diciembre de 2022  |
|           | 2023      | 43        | 43        | 6 de enero de 2023  | 1 de diciembre de 2023  |
|           | 2024      | 44        | 44        | 5 de enero de 2024  | 26 de diciembre de 2024 |

## Ganadores

### Artistas con más primeros lugares
| Pos.                                       | Artista           | Victorias | Actividad     |
| ------------------------------------------ | ----------------- | --------- | ------------- |
| 1.º                                        | BTS               | 145       | 2013-presente |
| 2.º                                        | TWICE             | 121       | 2015-presente |
| 3.º                                        | SNSD              | 34        | 2007-presente |
| 4.º                                        | EXO               | 32        | 2012-presente |
| 5.º                                        | IU                | 24        | 2008-presente |
| 6.º                                        | Super Junior      | 20        | 2005-presente |
| 7.º                                        | PSY               | 18        | 2001-presente |
| 8.º                                        | Seventeen         | 17        | 2015-presente |
| 8.º                                        | Beast / Highlight | 17        | 2009-presente |
| 9.º                                        | Shinee            | 16        | 2008-presente |
| Última actualización: 17 de marzo de 2023. |                   |           |               |

## Presentadores
| Período                  | Período                  | Presentador(es)                                  |
| ------------------------ | ------------------------ | ------------------------------------------------ |
| 1998                     | 1998                     | Ryu Si-won, Kim Ji-ho                            |
| 1999                     | 1999                     | Ryu Si-won, Hwang Yu-sun                         |
| 1999                     | 1999                     | Kim Seung-hyun, Hwang Yu-sun                     |
| 1999                     | 1999                     | Joo Young-hoon, Hwang Yu-sun                     |
| 2000                     | 2000                     | Joo Young-hoon, Kim Gyu-ri                       |
| 2000                     | 2000                     | Lee Hwi-jae, Song Hye-kyo                        |
| 2000                     | 2000                     | Lee Hwi-jae, Lee Na-young                        |
| 2001                     | 2001                     | Lee Hwi-jae, Kim Bo-kyung                        |
| 8 de noviembre de 2001   | 18 de abril de 2002      | Lee Hwi-jae, Kim Gyu-ri                          |
| 25 de abril de 2002      | 24 de octubre de 2002    | Lee Hwi-jae, Kim Min-jung                        |
| 31 de octubre de 2002    | 30 de enero de 2003      | Rain, Shoo                                       |
| 6 de febrero de 2003     | 19 de junio de 2003      | Jun Jin, Shoo                                    |
| 26 de junio de 2003      | 11 de junio de 2004      | Choi Jung-won, Park Jung-ah                      |
| 18 de junio de 2004      | 5 de noviembre de 2004   | Ji Sung, Park Eun-hye                            |
| 12 de noviembre de 2004  | 29 de abril de 2005      | Namkoong Min, So Yi-hyun                         |
| 8 de mayo de 2005        | 30 de octubre de 2005    | Ji Hyun-woo, Kim Bo-min                          |
| 6 de noviembre de 2005   | 12 de marzo de 2006      | Kang Kyung-joon, Park Kyung-lim                  |
| 26 de marzo de 2006      | 19 de noviembre de 2006  | Kang Kyung-joon, Jang Hee-jin                    |
| 26 de noviembre de 2006  | 1 de abril de 2007       | Haha, Lee So-yeon                                |
| 8 de abril de 2007       | 1 de febrero de 2008     | Haha, Lee Hyun-ji                                |
| 15 de febrero de 2008    | 16 de mayo de 2008       | Tablo, Kim Sung-eun                              |
| 23 de mayo de 2008       | 8 de agosto de 2008      | Tablo, Min Seo-hyun                              |
| 29 de agosto de 2008     | 9 de enero de 2009       | Yoo Se-yoon, Seo In-young                        |
| 16 de enero de 2009      | 31 de julio de 2009      | Yoo Se-yoon, Park Eun-young                      |
| 7 de agosto de 2009      | 19 de noviembre de 2010  | Song Joong-ki, Seo Hyo-rim                       |
| 3 de diciembre de 2010   | 21 de octubre de 2011    | Hyun Woo, Kim Min-ji                             |
| 28 de octubre de 2011    | 11 de noviembre de 2011  | Hyun Woo, Uee                                    |
| 18 de noviembre de 2011  | 18 de noviembre de 2011  | Tim, Sohee, Sunye                                |
| 25 de noviembre de 2011  | 25 de noviembre de 2011  | Shindong, Sohee, Sunye                           |
| 2 de diciembre de 2011   | 2 de diciembre de 2011   | Minho, Sohee, Yubin                              |
| 9 de diciembre de 2011   | 9 de diciembre de 2011   | Minho, Sohee, Sunye                              |
| 16 de diciembre de 2011  | 16 de diciembre de 2011  | Shindong, Sohee, Yubin                           |
| 23 de diciembre de 2011  | 23 de diciembre de 2011  | Jung Yong-hwa, Choi Siwon, Doojoon, Jun Hyun-moo |
| 6 de enero de 2012       | 29 de marzo de 2013      | Lee Jang-woo, Uee                                |
| 5 de abril de 2013       | 5 de abril de 2013       | Lee Jang-woo, Kang Min-kyung                     |
| 12 de abril de 2013      | 4 de octubre de 2013     | Jeong Jin-woon, Park Se-young                    |
| 6 de septiembre de 2013  | 6 de septiembre de 2013  | Jo Kwon, Park Se-young                           |
| 11 de octubre de 2013    | 11 de octubre de 2013    | Seulong, Park Se-young                           |
| 18 de octubre de 2013    | 18 de octubre de 2013    | Jo Kwon                                          |
| 25 de octubre de 2013    | 24 de abril de 2015      | Park Seo-joon, Yoon Bo-ra                        |
| 1 de mayo de 2015        | 24 de junio de 2016      | Park Bo-gum, Irene                               |
| 4 de diciembre de 2015   | 4 de diciembre de 2015   | Park Bo-gum, V, Him-chan                         |
| 1 de julio de 2016       | 4 de noviembre de 2016   | Kang Min-hyuk, Solbin                            |
| 15 de julio de 2016      | 15 de julio de 2016      | Kang Min-hyuk, Solbin, Son Dong-woon             |
| 11 de noviembre de 2016  | 11 de mayo de 2018       | Lee Seo-won, Solbin                              |
| 18 de mayo de 2018       | 18 de mayo de 2018       | Solbin, N                                        |
| 25 de mayo de 2018       | 25 de mayo de 2018       | Solbin, Son Dong-woon                            |
| 1 de junio de 2018       | 1 de junio de 2018       | Solbin, Taemin                                   |
| 8 de junio de 2018       | 8 de junio de 2018       | Solbin, Jin                                      |
| 15 de junio de 2018      | 28 de junio de 2019      | Kei, Choi Won-myung                              |
| 5 de julio de 2019       | 17 de julio de 2020      | Shin Ye-eun, Choi Bo-min                         |
| 24 de julio de 2020      | 1 de octubre de 2021     | Arin, Soobin                                     |
| 8 de octubre de 2021     | 2 de septiembre de 2022  | Jang Won-young, Park Sung-hoon                   |
| 16 de septiembre de 2022 | 16 de septiembre de 2022 | Jang Won-young, Lee Ju-yeon                      |
| 23 de septiembre de 2022 | 23 de septiembre de 2022 | Jang Won-young, Lee Young-ji                     |
| 30 de septiembre de 2022 | 13 de enero de 2023      | Jang Won-young, Lee Chae-min                     |
| 20 de enero de 2023      | 27 de enero de 2023      | Minji, Lee Chae-min                              |
| 10 de febrero de 2023    | presente                 | Hong Eun-chae, Lee Chae-min                      |